# Aulacus elegans
Aulacus elegans är en stekelart som först beskrevs av Jean-Jacques Kieffer 1911.  Aulacus elegans ingår i släktet Aulacus och familjen vedlarvsteklar. Inga underarter finns listade.